# Трговиште (Румунија)
Трговиште (транслит.) град је у Румунији, у средишњем делу земље, у историјској покрајини Влашка. Трговиште је управно средиште жупаније Дамбовица.
Трговиште је према последњем попису из 2021. године имало 66.965 становника. Простире се на површини од 52,68 km².

## Географија
Град Трговиште налази се у северном делу историјске покрајине Влашка, а у средишњем делу њене области Мунтеније. Град је удаљен 90 km северозападно од главног града Букурешта.
Град је смештен у долини реке Димбовица, где се образована данашња румунска држава. Град се налази у веома плодној и густо насељеној јужној подгорини Карпата са воћњацима и виноградима. Јужно од града пружа се Влашка низија, а северно планински масиви Карпата под шумама у пашњацима. Надморска висина града је приближно метара.

## Историја
Трговиште је било изузетно значајно у средњем веку. Ту је била столица влашких кнежева и господара Басараба између 1383-1716. године. Ту је основана најстарија влашка штампарија коју је водио штампар Макарије. У 17. веку за време владара Матије Басарабе Трговиште има 60.000 становника, богато је место, са 40 цркви и пространом палатом, коју су срушили Турци.
Насеље под овим називом (словенског порекла, место трговања) спомиње се први пут 1396. године. Град је те године постао седиште средњовековне влашке државе, под владаром Мирчом I.
Године 1597. код Трговишта се одиграла важна битка којом су Турци коначно осујећени од покоравања Влашке. Крајем 17. века Константин Бранковејану преместио је престоницу из Трговишта у Букурешт, чиме град губи значај.

## Срби у Трговишту
Место носи српски, словенски назив који асоцира на трговачко место. Дубровчани Срби трговци су имали своја представништва са некретнинама на трговачком путу и у Трговишту. Ту су њихови људи и живели и били на услузи. Помиње се у једној католичкој статистици из 1643. године да у Трговишту има 100 Дубровчана. Истоимено старо трговачко место постоји и у нашој Рашкој области, "Трговиште" или "Ески-Пазар" (први помен 1461. године) уз садашњи Нови Пазар.
Српски деспот Ђорђе Бранковић био је син српских владара, касније светитеља, оца Св. Стевана Слепог и мајке Св. мајке Ангелине. После смрти мајке, наследио је власт али је убрзо препустио брату Јовану. Замонашио се и примио ново име Максим. На позив влашког војводе Радула, отишао је у Трговиште да буде митрополит. Био је митрополит Влашки са столицом у Трговишту, до смрти Радулове 1509. године. Напустио је Влашку и отишао у Срем, где је у договору са Марком и Стефаном Јакшићем, подигао нови српски манастир Крушедол. У својој задужбини је живео и умро 18. јануара 1516. године, а касније проглашен и он за свеца, као Св. владика Максим.
Помиње се српска штампарија у Трговишту 1512. године. Није са сигурношћу утврђено да ли су савременици, штампар Макарије у Трговишту и хиландарски игуман Србин, Макарије - иста особа.
У Године 1545. у граду је отворио прву штампарију Горажданац, Димитрије Љубавић. Србин Љубавић је пренео активност из Горажда, и у Влашкој отворио неколико штампарија. Помоћник му је био у послу Мојсије, а један од ученика Георге Радовић. Трговишту у тамошњој штампарији су се у 17. веку штампале књиге на словенском језику. Србин, јеромонах Јован родом из Босне, из места Каменград, је између марта 1648. и јула 1649. године ту штампао једну књигу. Био је то "Цветни триод" који је тај калуђер Хиландарац, објавио на српском језику. По Стојану Новаковићу, са том књигом - правим, чистим "србљаком" се покушала уместо бугарско-словенске рецензије, увести нова, српско-словенска рецензија у румунским земљама.
у 18. веку бан Михаил Кантакузин извештава о "српској махали" у граду. Подаци историјски сведоче о српском присуству и у претходном 17. веку. У српској махали код "Беле" цркве подигао је јузбаша (заповедник чете) Радула, 2. марта 1653. године велики камени крст. Описујући затим богомоље помиње "српску цркву" у (другом) - "српском кварту" Трговишта. То је била "Симулеаза" црква, чији је ктитор био 1654. године Србин, Мирко велики капетан српских војника.
У великом пожару у Трговишту 1929. године изгореле су куће у тзв. "Српском крају". У три улице тог дела града живели су већином аутохтони Срби, који су се бавили вртарством. Изгорело је 80 кућа са много жетве и сточне хране. Снажан ветар је учинио своје, па је тешком муком после осам сати борбе ватра угашена. Хиљаду људи је остало на ледини, без крова над главом. Штета је била процењена на 100 милиона леја.

## Становништво
| 1912.  | 1930.  | 1948.  | 1956.  | 1966.  | 1977.  | 1992.  | 2002.  | 2011.  | 2021.  |
| ------ | ------ | ------ | ------ | ------ | ------ | ------ | ------ | ------ | ------ |
| 13.041 | 22.298 | 26.038 | 24.360 | 29.763 | 61.254 | 98.117 | 89.930 | 79.610 | 66.965 |

Према попису из 2021. у Трговишту је живело 66.965 становника што је мање за 12.645 (-15,88%) у односу на претходни попис из 2011. на ком је било 79.610 становника.
По последњем попису становништва из 2021. године, већинско становништво чинили су Румуни (81,22%), док је од мањина највише било Рома (2,90%).
| Етнички састав према попису из 2021.‍ | Етнички састав према попису из 2021.‍ | Етнички састав према попису из 2021.‍ | Етнички састав према попису из 2021.‍ | Етнички састав према попису из 2021.‍ |
| ------------------------------------ | ------------------------------------ | ------------------------------------ | ------------------------------------ | ------------------------------------ |
|                                      |                                      |                                      |                                      |                                      |
| Румуни                               | Румуни                               |                                      | 54.388                               | 81,22%                               |
| Роми                                 | Роми                                 |                                      | 1.939                                | 2,90%                                |
| Бугари                               | Бугари                               |                                      | 446                                  | 0,67%                                |
| Мађари                               | Мађари                               |                                      | 24                                   | 0,04%                                |
| Турци                                | Турци                                |                                      | 18                                   | 0,03%                                |
| Срби                                 | Срби                                 |                                      | 15                                   | 0,02%                                |
| Немци                                | Немци                                |                                      | 14                                   | 0,02%                                |
| Остали                               | Остали                               |                                      | 100                                  | 0,15%                                |
| Непознато                            | Непознато                            |                                      | 10.021                               | 14,96%                               |

## Знаменитости
Трговиште је познато као једно од средишта средњовековне Влашке, са веома добро очуваним старим црквама у граду и околини.

## Партнерски градови
- Тракај
- Трговиште
- Орво
- Мајами
- Corbetta
- Сантарем
- Vellinge Municipality
- Ивано-Франкивск

## Галерија
- Остаци средњовековног Трговишта
- Пешачка улица у Трговишту
- Митрополијска црква
- Градска кућа Трговишта